# Djakonowskij 2-j
Djakonowskij 2-j (ros. Дьяконовский 2-й) – chutor w Rosji, w obwodzie wołgogradzkim, w rejonie uriupińskim. W 2010 liczył 904 mieszkańców.